# Pero fructuosa
Pero fructuosa là một loài bướm đêm trong họ Geometridae.